# 胜利街333号
胜利街333号是位于武汉市江岸区胜利街的一座原日租界建筑，作为优秀历史建筑挂牌时为江岸区好儿童托教部，过去是日本同仁医院院长的居所。据保护牌所写建于1937年，而方志专家董玉梅则指出其最初建于1909年。日本人福井房一设计。该建筑为单体别墅风格、砖混结构，建筑平面为矩形、左右对称。四坡顶铺盖红瓦、外墙为清水红砖，有砖砌花饰，白色线角。左边原有顶层塔楼，在1944年末的美军大轰炸中被毁。